# Amos W. Barber
Dr. Amos Walker Barber (25 de julho de 1861 - 18 de maio de 1915) foi um político e cirurgião dos Estados Unidos. Foi o 2º governador de Wyoming, entre 1890 a 1893.
Amos Barber nasceu em Doylestown, no Condado de Bucks, na Pensilvânia, filho de Alfred H. Barber e Asenath Walker. Estudou literatura e medicina na Universidade da Pensilvânia, em seguida, trabalhou como médico pessoal de um Hospital na  Pensilvânia depois de se formar. Em 1885, mudou-se para o Wyoming para assumir o cargo de cirurgião em um hospital militar. Após deixar o hospital militar dos Estados Unidos, Barber montou seu consultório.
Em 1890, Barber foi eleito Secretário de Estado de Wyoming como um republicano. Apenas 11 meses depois, no entanto, o governador Francis E. Warren renunciou para assumir uma vaga no Senado dos Estados Unidos, e Barber foi para o cargo de Governador. Ele serviu como governador de 24 de novembro de 1890 até que John E. Osborne foi eleito em 2 de janeiro de 1893. Barber continuou como secretário de Estado até o fim de seu mandato em 1895.
Barber voltou em 1898, como cirurgião assistente ns Guerra hispano-americana. Casou-se em 1892 com Amélia Kent; morreu em Rochester, Minnesota em 1915. Barber foi enterrado em Cheyenne. 
Seu salário como secretario de Estado era de 2.000 dólares, e quando governador foi para 2.500.